# Stefan Rouenhoff

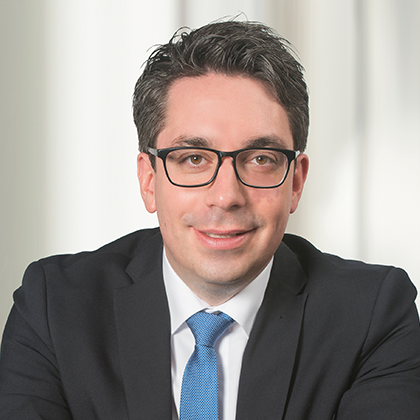
Stefan Rouenhoff 2017

Stefan Rouenhoff (* 23. Dezember 1978 in Goch) ist ein deutscher Politiker (CDU). Er ist seit 2017 Mitglied des Deutschen Bundestages und seit 2025 Parlamentarischer Staatssekretär bei der Bundesministerin für Wirtschaft und Energie.

## Leben
Stefan Rouenhoff wurde in Goch/Kreis Kleve geboren und wuchs dort als jüngster von drei Söhnen auf. Nach seinem Abitur im Städtischen Gymnasium Goch und einer Berufsausbildung zum Bauzeichner studierte er an den Universitäten in Bonn und Birmingham (Großbritannien) Volkswirtschaftslehre (Diplom) und Politische Wissenschaft/International Studies (Magister/Master).
Nach dem Abschluss seiner beiden Studiengänge arbeitete er zunächst als wissenschaftlicher Mitarbeiter an der Otto-Friedrich-Universität Bamberg und legte dann einen Forschungsaufenthalt bei der Welthandelsorganisation WTO in Genf ein. Im Juni 2010 führte ihn sein beruflicher Weg nach Berlin in das Bundesministerium für Wirtschaft und Technologie. Nach anfänglicher Tätigkeit als Referent für Grundsatzfragen der Mittelstandspolitik arbeitete er ab Januar 2012 im Bundeswirtschaftsministerium als Referent im Pressereferat.
Von August 2014 bis Juli 2017 war er in Brüssel an der Ständigen Vertretung Deutschlands bei der Europäischen Union tätig. Als Handelsattaché gehörte es zu seinen zentralen Aufgaben, die außenwirtschaftspolitischen Interessen der Bundesregierung gegenüber den Institutionen der Europäischen Union zu vertreten und den Dialog mit den unterschiedlichen gesellschaftlichen Gruppen zu suchen.
Rouenhoff ist römisch-katholischer Konfession. und lebt in Goch.

## Politik
Rouenhoff ist seit 1996 Mitglied der CDU. Stefan Rouenhoff wurde am 29. Juni 2016 von der Mitgliederversammlung der CDU Kreis Kleve zum Bundestagskandidaten zur Bundestagswahl 2017 für den Wahlkreis 112 gewählt. Am 24. September 2017 erhielt er bei der Bundestagswahl 2017 45 % der Erststimmen und zog somit als Direktkandidat in den Deutschen Bundestag ein.
Rouenhoff ist ordentliches Mitglied im Ausschuss für Wirtschaft und Energie, stellvertretendes Mitglied im Ausschuss für die Angelegenheiten der Europäischen Union und stellvertretendes Mitglied im Ausschuss für Tourismus. Im Ausschuss für Wirtschaft und Energie ist Rouenhoff als Berichterstatter für die Themenbereiche Handelspolitik, Industriepolitik, Nationaler Aktionsplan Wirtschaft und Menschenrechte, Brexit, Steuern und Finanzen sowie Elektromobilität und Batteriezellen verantwortlich. Zusätzlich zu seiner Arbeit in den Ausschüssen leitet Rouenhoff die im Frühjahr 2019 ins Leben gerufene Projektgruppe Afrika-Partnerschaften der CDU/CSU-Bundestagsfraktion.

### Positionierung zur Asylpolitik im Januar 2025
Im Zuge der innenpolitischen Debatte nach dem Messerangriff in Aschaffenburg 2025 unterstützte Stefan Rouenhoff am 29. Januar 2025 im Deutschen Bundestag den von der CDU/CSU-Fraktion eingebrachten Zweiten Entschließungsantrag zur Verschärfung der Asylpolitik (Drucksache 20/14698). Der Antrag erhielt eine Mehrheit durch die Stimmen von CDU/CSU, FDP sowie der AfD, was parteiübergreifend auf Kritik stieß.
Trotz kontroverser Reaktionen aus Politik, Zivilgesellschaft und Kirchen betonte die Unionsfraktion, dass es darum gehe, die Handlungsfähigkeit des Rechtsstaats in der Migrationspolitik zu sichern.
Am 31. Januar 2025 brachte die Unionsfraktion einen Entwurf des Zustrombegrenzungsgesetzes in den Bundestag ein, der von CDU/CSU, FDP, BSW und AfD unterstützt wurde. Stefan Rouenhoff unterstützte auch diesen Gesetzentwurf, eine Mehrheit kam jedoch nicht zustande.
Dieses Vorgehen sowie inhaltliche Kritik an der Gesetzesinitiative, deren Rechtskonformität teilweise angezweifelt wurde, führten zu bundesweiten Protesten mit hunderttausenden Teilnehmenden.
Im Zuge der Bildung des Kabinetts Merz wurde er am 6. Mai 2025 zum Parlamentarischen Staatssekretär bei der Bundesministerin für Wirtschaft und Energie, Katherina Reiche (CDU), ernannt.